# Desa Nagasari (administrativ by i Indonesien, Jawa Barat, lat -6,40, long 107,16)
Desa Nagasari är en administrativ by i Indonesien.   Den ligger i provinsen Jawa Barat, i den västra delen av landet, 40 km sydost om huvudstaden Jakarta.